# SITD
SITD (často značeno jako [:SITD:]) je německá electro-industriální hudební skupina založená v roce 1996 v německém Porúří Carstenem Jackem a Thorstenem Lauem. Zkratka znamená Shadows In The Dark (česky Stíny v temnotě).
Lau posléze z kapely odešel a nahradil jej Thomas Lesczenski.
První studiové album s názvem Trauerland vyšlo v roce 1996.

## Diskografie

### Studiová alba
- 1996: Trauerland (CD/audiokazeta, vlastní produkce)
- 1999: Atomic (CD, vlastní produkce)
- 2003: Stronghold (CD, Accession-Records)
- 2005: Coded Message:12 (CD/limitovaný box-set, Accession-Records/Indigo)
- 2007: Bestie:Mensch (CD, Accession-Records/Indigo)
- 2009: Rot (CD, Indigo)
- 2011: Icon:Koru (4CD-box, Accession-Records/Indigo)
- 2014: Dunkelziffer (2CD)

### Singly a EP
- 2002: Snuff E.P. (EP, Accession-Records)
- 2003: Laughingstock (MCD, Accession-Records)
- 2005: Richtfest (MCD, Accession-Records/Indigo)
- 2005: Odyssey:13 (EP, Accession-Records/Indigo)
- 2007: Kreuz:Gang (MCD, Accession-Records/Indigo)